# Vienna (Album)
Vienna (dt. Wien) ist das vierte Studioalbum und das erste kommerziell erfolgreiche Musikalbum von Ultravox nach dem Weggang von John Foxx mit dem neuen Frontmann Midge Ure. Das Album erschien am 11. Juli 1980 bei Chrysalis Records und wird dem Genre New Wave zugerechnet. Es markiert den Wendepunkt der ersten Formation der Band um John Foxx vom kommerziell eher erfolglosen Post-Punk zum Synthie-Pop.
Ein gleichnamiges Doppelalbum wurde am 22. September 2008 als Remastered Definitive Edition veröffentlicht. Es enthält neben einer remasterten Version des Originalalbums auf der ersten CD eine zweite CD mit einigen B-Seiten der Singleveröffentlichungen, Livemitschnitten und vormals unveröffentlichten Songs.

## Entstehungsgeschichte
Nachdem John Foxx die Band nach der US-Tournee im März 1979 verlassen hatte, um eine Solokarriere zu starten, standen die drei verbliebenen Mitglieder der Band ohne einen Plattenvertrag vor dem Aus. Über seine Engagements bei Gary Numan und Visage stellte Billy Currie den Kontakt mit Midge Ure her, der im April 1979 bei Ultravox einstieg, aber aufgrund vertraglicher Verpflichtungen bei EMI, der Plattenfirma der Rich Kids, bei denen Ure vorher war, und einer USA- und Asien-Tournee von Thin Lizzy erst ab November mit der Band zusammenkam. Die Band bestritt mit Ure als neuem Frontmann im November vier Auftritte in Großbritannien und drei Auftritte in den USA mit überwiegend aus der Feder von Foxx stammenden Songs der bereits veröffentlichten Alben. Erst im Sommer 1980 auf Vienna veröffentlicht, aber bereits auf dieser Tournee Ende 1979 zu hören, waren das rein akustische Stück Astradyne, New Europeans und Mr. X, eine Weiterentwicklung von Touch and Go, das Foxx als Frontmann von Ultravox bereits auf der selbstfinanzierten USA-Tournee Anfang 1979 im Programm hatte und auf Metamatic unter seinem eigenen Namen veröffentlichte. Im Februar 1980 unterschrieb die Band einen neuen Plattenvertrag mit Chrysalis Records und tourte nach einem Auftritt für das Label im Londoner Electric Ballroom im Februar und März 1980 zwei Monate in den USA und Kanada. Während dieser Tournee wurden bereits die später auf dem Album veröffentlichten Songs Private Lives, Western Promise, Passing Strangers, All Stood Still, Sleepwalk und Vienna gespielt.
Für die Aufnahmen zum Album in den Londoner RAK Studios wurden keine neuen Songs komponiert, sondern nur die bereits live erprobten Songs eingespielt. Die zehntägigen Aufnahmen in den RAK Studios dienten neben der Einspielung vorrangig der Ermittlung des von der Band gesuchten Sounds. Nicht nur die eigentlichen Tonstudios wurden für die Aufnahmen verwendet, sondern das ganze Studiogebäude. Einige Schlagzeugpassagen wurden beispielsweise in der Eingangshalle des Studios aufgenommen, weil der Klang dort eher dem von Cann gewünschten Ergebnis entsprach. Cann konnte seine Passagen wegen des Straßenlärms nur nachts aufnehmen. Currie spielte die Passagen auf der Violine in der Studiotoilette ein.
Das Album wurde von Conny Plank in seinem Studio in Wolperath bei Köln abgemischt und gemastert. Als Albumtitel war kurzzeitig das von Warren Cann vorgeschlagene Torque Point (deutsch „Drehpunkt“) im Gespräch, wurde aber zugunsten von Vienna verworfen, das die Bandmitglieder als die beste Komposition des Albums trotz des langsamen Rhythmus und einer Länge von über vier Minuten auch als Single veröffentlichen wollten. Plank, der als Toningenieur und Produzent bereits für mehrere Krautrockbands und Kraftwerk gearbeitet hatte, war auch der Koproduzent des ansonsten von der Band selbst produzierten Albums.

## Instrumentierung
Für das Album setzten erstmals alle Bandmitglieder elektronische Instrumente ein. Neben dem bereits für frühere Aufnahmen und Liveauftritte verwendeten ARP Odyssey (verzerrt durch eine Electro-Harmonix Electric Mistress) und der ELKA Rhapsody 610 bei Currie sowie dem Roland TR-77 bei Cann, mit der die Band bereits zwei Jahre Erfahrung hatte, wurden auch neu angeschaffte oder im Studio vorhandene Geräte für das Album benutzt: Cross benutzte einen Moog Minimoog für einige Basslinien, Cann ein Roland CR-78 Rhythmusgerät, SDS-3-Drumpads von Simmons, Claptrap und ein Synare-III-Pad. Currie benutzte – vor allem live – ein Elektronisches Piano vom Typ Yamaha CP-30 sowie ein Yamaha CS-20 und CS-40 für Streicherklänge neben seiner durch Barcus-Berry-Abnehmer verstärkten Violine ab der Vienna-Tour. Ure übernahm im Titelstück die Cellobegleitung mit einem Yamaha SS-30, während Currie die akustische Violine als Solo nach dem Tempowechsel bedient. Insbesondere die Rhythmussektion wird synthesizerlastig; wobei Cann seinem akustischen Ludwig-Set mit Zildjian-Becken treu bleibt. Die Basslinie des Titelstücks sowie bei Sleepwalk, New Europeans und All Stood Still übernahm Cross mit dem Minimoog. Der CR-78 ist als „Ticken“ in den ersten Akkorden bei Astradyne und als Schlagzeug bei Mr. X zu hören. Das Claptrap kommt bei New Europeans zum Einsatz und das Synare-Pad liefert das Donnergeräusch im Rhythmus des Titelstücks. Neben Curries Violine als Streichinstrument wurden auch ein E-Bass und eine E-Gitarre als klassische Rockinstrumente verwendet, was Ultravox von Synthie-Pop-Bands wie The Human League oder Depeche Mode abgrenzt, die ausschließlich Synthesizer verwendeten und bei Liveauftritten teilweise auf Bandmaschinen zurückgriffen. Ure selbst beschreibt den Stil in seiner Biografie als Heavy-Metal mit Synthesizern, bei der elektronische und organische Klänge miteinander verbunden werden.

## Titelliste
1. Astradyne – 7:07
2. New Europeans – 4:00
3. Private Lives – 4:06
4. Passing Strangers – 3:49
5. Sleepwalk – 3:10
6. Mr. X – 6:33
7. Western Promise – 5:44
8. Vienna – 4:52
9. All Stood Still – 4:23

Die Remastered Definitive Edition enthält auf der zweiten CD:
1. Sleepwalk (Early Version) – 3:23
2. Waiting – 3:53
3. Face to Face (Recorded Live at St. Albans, 16. August 1980) – 6:04
4. King’s Lead Hat (Recorded Live at The Lyceum, 17. August 1980) – 4:07
5. Passionate Reply – 4:46
6. Herr X – 5:52
7. All Stood Still (12" Version) – 5:07
8. Alles Klar – 4:56
9. Keep Talking (Cassette Recording During Rehearsals) – 6:23
10. Sleepwalk (Recorded Live in Rehearsals at The Lyceum, 17. August 1980) – 3:43
11. All Stood Still (Recorded Live in Rehearsals at The Lyceum, 17. August 1980) – 4:35

## Singleauskopplungen
Aus dem Album wurden insgesamt vier Singles ausgekoppelt: Sleepwalk am 16. Juni 1980 (vor der Veröffentlichung des Albums), Passing Strangers am 15. Oktober 1980, das Titelstück Vienna am 15. Januar 1981 und All Stood Still am 26. Mai 1981. Alle vier Singles konnten sich in den britischen Top-40 platzieren, Vienna stand insgesamt 14 Wochen in den Top-40, davon vier Wochen lang auf Platz zwei und erreichte auch in Deutschland und Österreich Top-20-Platzierungen. Die Single New Europeans erschien ausschließlich in Japan.
| Jahr | Titel             | Höchstplatzierung, Gesamtwochen, AuszeichnungChartplatzierungen (Jahr, Titel, , Platzierungen, Wochen, Auszeichnungen, Anmerkungen) | Höchstplatzierung, Gesamtwochen, AuszeichnungChartplatzierungen (Jahr, Titel, , Platzierungen, Wochen, Auszeichnungen, Anmerkungen) | Höchstplatzierung, Gesamtwochen, AuszeichnungChartplatzierungen (Jahr, Titel, , Platzierungen, Wochen, Auszeichnungen, Anmerkungen) | Höchstplatzierung, Gesamtwochen, AuszeichnungChartplatzierungen (Jahr, Titel, , Platzierungen, Wochen, Auszeichnungen, Anmerkungen) | Höchstplatzierung, Gesamtwochen, AuszeichnungChartplatzierungen (Jahr, Titel, , Platzierungen, Wochen, Auszeichnungen, Anmerkungen) | Anmerkungen                                                                        |
| Jahr | Titel             | DE | AT | CH | UK | US | Anmerkungen                                                                        |
| ---- | ----------------- | --- | --- | --- | --- | --- | ---------------------------------------------------------------------------------- |
| 1980 | Sleepwalk         | — | — | — | UK29 (11 Wo.)UK | — | Erstveröffentlichung: 16. Juni 1980                                                |
| 1980 | Passing Strangers | — | — | — | UK57 (4 Wo.)UK | — | Erstveröffentlichung: 15. Oktober 1980                                             |
| 1981 | Vienna            | DE14 (20 Wo.)DE | AT8 (14 Wo.)AT | — | UK2 Gold · (14 Wo.)UK | — | Erstveröffentlichung: 15. Januar 1981 Verkäufe: + 500.000; Single of the Year 1981 |
| 1981 | All Stood Still   | DE69 (2 Wo.)DE | — | — | UK8 Silber · (10 Wo.)UK | — | Erstveröffentlichung: 26. Mai 1981 Verkäufe: + 250.000                             |

## Kommerzieller Erfolg

### Chartplatzierungen
Das Album erreichte in Großbritannien Platz drei, in Deutschland Platz 22 und in den USA Platz 164 der Albumcharts. Bemerkenswert ist die mit 72 Wochen sehr lange Verweildauer in den UK-Top-75. In den Niederlanden erreichte das Album sechs Wochen lang Platz eins und in Schweden und Norwegen jeweils die Top-20.
| ChartsChartplatzierungen       | Höchstplatzierung | Wochen |
| ------------------------------ | ----------------- | ------ |
| Deutschland (GfK)              | 22 (20 Wo.)       | 20     |
| Vereinigte Staaten (Billboard) | 164 (9 Wo.)       | 9      |
| Vereinigtes Königreich (OCC)   | 3 (73 Wo.)        | 73     |

### Auszeichnungen für Musikverkäufe
Das Album erhielt in Großbritannien Platin-Status für mehr als 300.000 verkaufte Tonträger.
| Land/Region                  | Auszeichnungen für Musikverkäufe (Land/Region, Auszeichnung, Verkäufe) | Verkäufe |
| ---------------------------- | ---------------------------------------------------------------------- | -------- |
| Neuseeland (RMNZ)            | Gold                                                                   | 10.000   |
| Vereinigtes Königreich (BPI) | Platin                                                                 | 300.000  |
| Insgesamt                    | 1× Gold · 1× Platin ·                                                  | 310.000  |

## Tournee
Neben zehn Auftritten in Großbritannien im August 1980 startete die Band im Dezember 1980 eine als Vienna-Tour bezeichnete Tournee mit neun Auftritten in Großbritannien und weiteren Konzerten Anfang 1981 auf dem europäischen Festland, unter anderem auch in Wien. Zum Zeitpunkt der Europakonzerte schaffte es die Single Vienna für mehrere Wochen in die Britischen Top-5 und machte die Band auch über die Grenzen des Vereinigten Königreiches einem breiten Publikum bekannt. Zum Bekanntheitsgrad der Band trug zudem die Beteiligung von Ure und Currie bei Visage bei, die fast zeitgleich mit der Single Fade to Grey europaweit Charterfolge feierten und in Deutschland und der Schweiz die Chartspitze erreichten.
Die Setlist der Tournee enthielt mit Slow Motion, Hiroshima Mon Amour und Quiet Men nur noch drei Songs aus der Zeit mit John Foxx. Neben allen auf dem Album veröffentlichten Songs wurden außerdem regelmäßig Face to Face und Kings Lead Head aufgeführt. Der Titel Kings Lead Head ist ein Anagramm zu den Talking Heads und stammt von Brian Eno.
Der verstärkte Elektronikeinsatz auf dem Album machte Modifikationen an den Synthesizern für Livekonzerte notwendig. Da es damals noch keine MIDI-Schnittstellen gab, mussten alle Synthesizer manuell bedient werden; sie konnten sich untereinander nicht triggern. Insbesondere Cann und Cross als Rhythmusgruppe mussten jeden Synthesizer manuell auf den gleichen Rhythmus einstellen, was besonders bei Tempiwechseln wie im Titelstück von Vienna Probleme aufwarf. Um das Problem zu lösen löteten sie Messgeräte mit LED-Anzeige in die tempogebenden Schaltkreise ihrer Synthesizer ein, so dass sie die Spannungswerte auch bei schlechter Beleuchtung ablesen konnten. Die Geräte waren synchron, wenn die bei den Proben für jeden Song am jeweiligen Gerät ermittelten Spannungswerte am CR-78 und Minimoog angezeigt wurden. Bei Livekonzerten wurde die Band oft als humorlos und ernsthaft wahrgenommen. Ure sagte dazu einmal, dass „die Technik so empfindlich gewesen sei, dass die Band live immer kurz vor dem Nervenzusammenbruch gewesen sei und daher auf der Bühne so streng wirkte“.

“We refused to use backing tapes. We refused to do any of the stuff the other bands were doing.”

„Wir weigerten uns Tonbandgeräte einzusetzen. Wir weigerten uns, irgendwas von dem Zeug zu machen, was andere Gruppen machten.“

## Rezeption
Die zeitgenössische britische Presse ließ für die „atmosphärische Elektronik“ (Quelle: New Musical Express) nicht „den geringsten Zweifel an ihrer musikalischen Meisterschaft“ (Quelle: Sounds). David Jeffries von Allmusic bezeichnet die Band als „melodramatisches Synthiepop-Kammerorchester“ und bewertet das Album als „einen mutigen Schritt, der seine Zeit brauchte, um sich auszuzahlen“.
Der Verkaufserfolg vor allem in Großbritannien beweist, das der Sound von Vienna auch ein Jahr nach dem Erfolg von Gary Numan mit The Pleasure Principle den Nerv der Zeit traf. Die Synthese von Bühnenoutfit und synthesizerorientierter Musik von Künstlern wie Visage, Spandau Ballet, Duran Duran, Japan, Depeche Mode, The Human League oder Orchestral Manoeuvres in the Dark setzte sich in Europa in den Jahren 1980 bis 1982 kommerziell immer mehr durch.